# 刘一君
刘一君（1997年—），山西晋中人，中国男演员，在上海戏剧学院毕业，在《爱情公寓5》中饰演小黑。

## 影视作品

### 电视剧
《爱情公寓5》饰演小黑

### 话剧
《黎曼的宇宙》、《忆》、《家庭教师》、《再见我的爱人》、《画壁》、《狂飙》

## 获奖信息
- 2019年第七届乌镇戏剧节青年竞演 最佳个人表现奖[3]